# Stadion Donja Sutvara
Stadion Donja Sutvara (Stadion Grbalj, Stadion u Radanovićima) – stadion piłkarski w Radanovići, w Czarnogórze. Obiekt może pomieścić 1500 widzów. Swoje spotkania rozgrywają na nim piłkarze klubu FK Grbalj Radanovići.